# Kohleria amabilis
Kohleria amabilis là một loài thực vật có hoa trong họ Tai voi. Loài này được (Planch. & Linden) Fritsch mô tả khoa học đầu tiên năm 1914.

## Hình ảnh

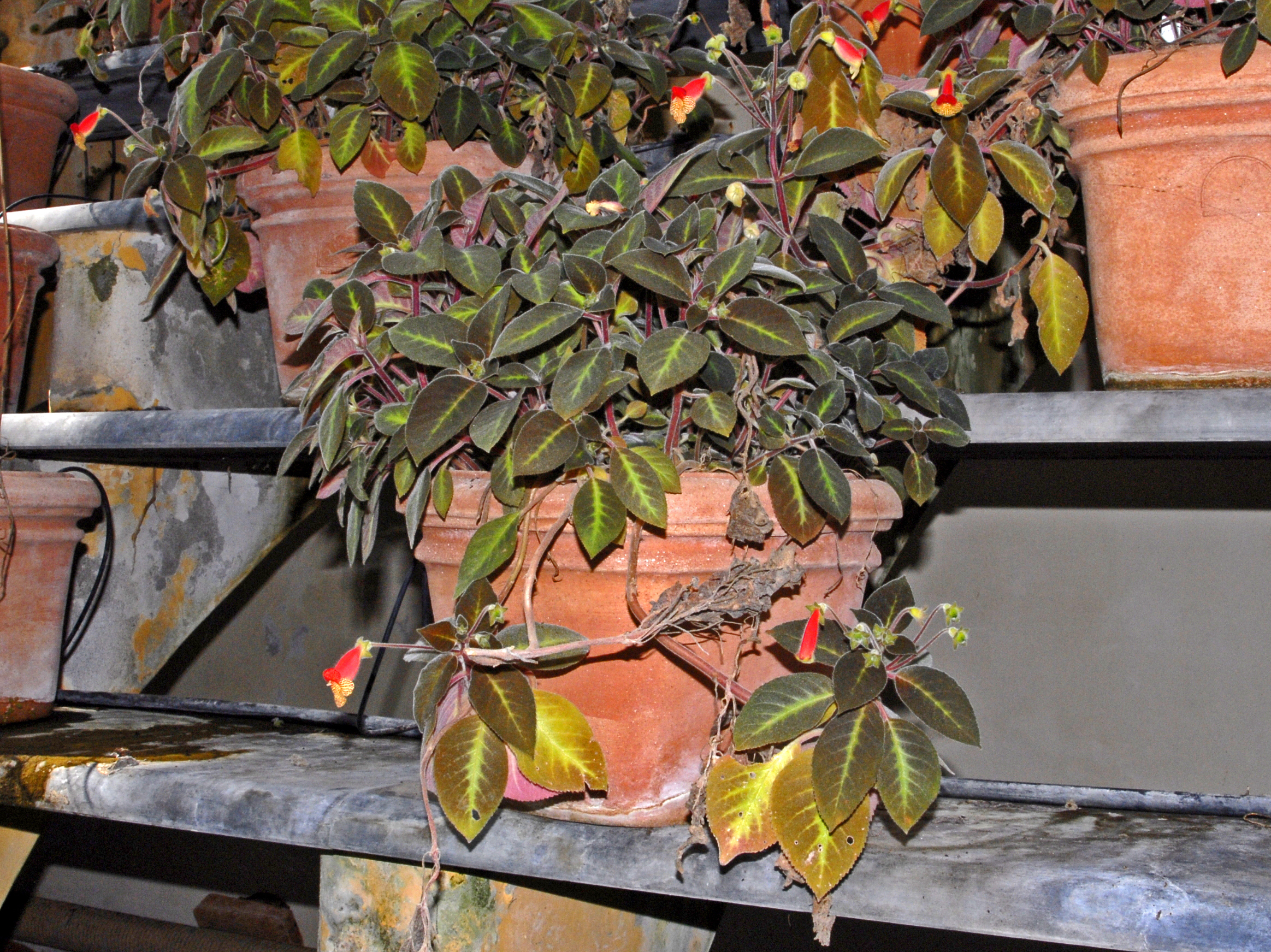
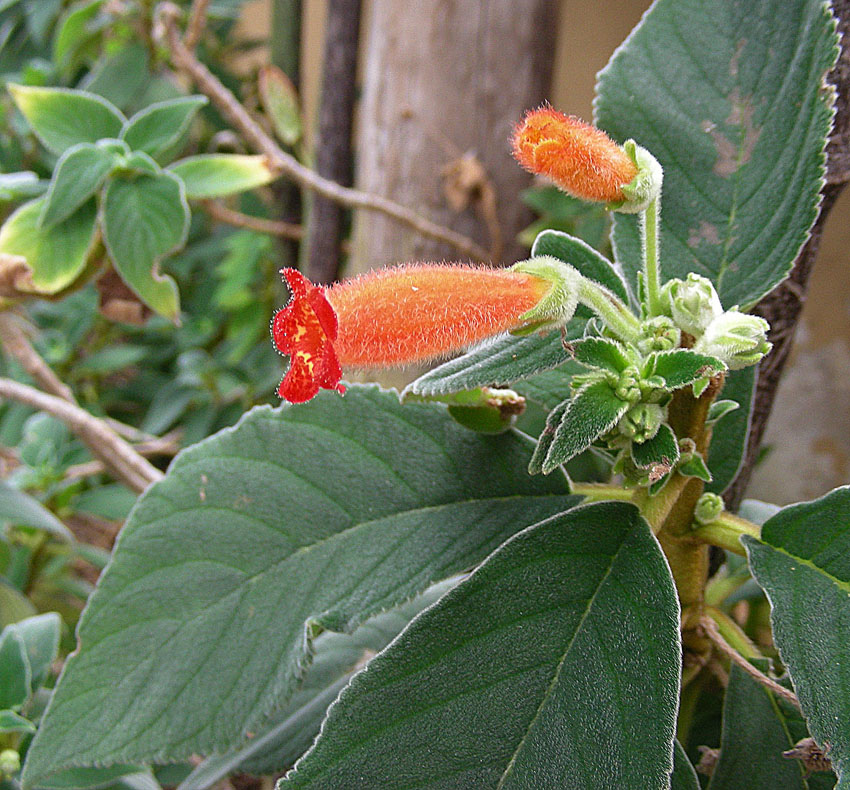